# Internet interplanétaire

La vitesse de la lumière, illustrée ici par un faisceau de lumière voyageant de la Terre à la Lune, limite la vitesse à laquelle les données de l'Internet interplanétaire seraient capables d'être envoyées. Dans cet exemple, 1,26 seconde est nécessaire pour transmettre une information de la Terre à la Lune. À une échelle interplanétaire, des délais beaucoup plus importants s'imposent.

L'Internet interplanétaire est un projet de protocole de communication conçu pour fonctionner dans l'espace sur des distances interplanétaires, là où un protocole traditionnel tel qu'Internet ne peut pas fonctionner. Cette technologie est basée sur le protocole IPN (InterPlaNet), développé par Vint Cerf et la NASA depuis 1998, dont le but premier était d'établir des liaisons entre la Terre et Mars.
Les télécommunications entre les stations situées sur la Terre et les engins spatiaux lancés à la découverte d'autres planètes ne s'effectuent pas dans les mêmes conditions que les communications terrestres. Alors que l'Internet dispose de câbles sous-marins comme structure principale, l'Internet interplanétaire repose entièrement sur les ondes radio, avec des temps de latence beaucoup plus importants. Les délais peuvent être très longs (jusqu'à 22 minutes pour Mars), les télécommunications peuvent être interrompues par le mouvement relatif des planètes (rotation) et des engins spatiaux sur leur orbite, et les débits sont faibles (planètes externes). Compte tenu de ces contraintes les hypothèses sur lesquelles reposent les protocoles terrestres ne s'appliquent pas : présence permanente d'une route entre émetteur et récepteur, lien bidirectionnel, délai aller-retour faible, pertes faibles, mécanismes de répétition intégrés au protocole suffisants, etc.
Les télécommunications spatiales ne bénéficient pas actuellement des avancées récentes des télécommunications terrestres. Le projet d'Internet interplanétaire vise à transposer celles-ci pour permettre leur application aux télécommunications spatiales. Ce projet est notamment porté par le centre Jet Propulsion Laboratory de la NASA. Des expérimentations sont en cours avec des engins placés en orbite terrestre.

## Développement
Les technologies de communications spatiales ont régulièrement évolué, en partant de méthodes coûteuses, sur-mesure et aux architectures uniques, puis à la réutilisation des mêmes technologies au cours de plusieurs missions, pour finalement parvenir au développement de protocoles standards négociés et adoptés par les agences spatiales de nombreux pays. Cette dernière phase a commencé en 1982 avec la création du Consultative Committee for Space Data Systems (CCSDS), actuellement composé des plus grandes agences spatiales, de 22 agences d'observation et plus de 100 industriels associés.
| Un concept d'organisation du protocole DTN fonctionnant par régions du système solaire. Ces réseaux régionaux communiqueraient par ondes radio, Ultra wideband, liaisons optiques ou encore à l'aide d'ondes sonores[Quoi ?]. |  | Exemple d'un DTN entre la Terre et Mars, où chaque région possède son propre nom de domaine (DNS). Avant un transfert, puis de manière continue, le temps est synchronisé entre les paquets des différents nœuds pour permettre la cohérence de l'envoi. |  | Différences entre Internet et le protocole DTN. L'avantage majeur du DTN est sa capacité à traverser plusieurs régions du système solaire utilisant des protocoles différents. |
| Un concept d'organisation du protocole DTN fonctionnant par régions du système solaire. Ces réseaux régionaux communiqueraient par ondes radio, Ultra wideband, liaisons optiques ou encore à l'aide d'ondes sonores[Quoi ?]. |  | Exemple d'un DTN entre la Terre et Mars, où chaque région possède son propre nom de domaine (DNS). Avant un transfert, puis de manière continue, le temps est synchronisé entre les paquets des différents nœuds pour permettre la cohérence de l'envoi. |  | Différences entre Internet et le protocole DTN. L'avantage majeur du DTN est sa capacité à traverser plusieurs régions du système solaire utilisant des protocoles différents. |

L'évolution de ces standards pour les communications spatiales s'est déroulée en même temps que l'évolution d'Internet, menant ainsi à quelques innovations communes, mais restants néanmoins majoritairement comme deux technologies distinctes. Depuis la fin des années 1990, des protocoles Internet très répandus et ceux du CCSDS ont convergé de plusieurs manières. Par exemple, le 2 janvier 1996, le satellite cubique STRV-1b orbitant autour de la Terre parvient à recevoir un fichier à l'aide du célèbre File Transfer Protocol (FTP), via un dérivé de l'IPv4 développé par le CCSDS. L'utilisation des protocoles Internet indépendants du CCSDS a par la suite été démontrée en orbite basse à bord du satellite britannique UoSAT-12, puis de manière opérationnelle avec les satellites du programme Disaster Monitoring Constellation (DMC). Ayant atteint un stade où le protocole Internet était désormais possible et fiable à bord des satellites artificiels, une étude à plus grande échelle s'est imposée comme la prochaine étape.
L'étude de l'Internet interplanétaire a commencé au Jet Propulsion Laboratory (JPL) de la NASA avec une équipe de scientifiques guidée par Vint Cerf et Adrian Hooke. Vint Cerf est le pionnier de l'Internet tel que nous le connaissons sur Terre et détient un titre de scientifique reconnu au JPL. Adrian Hooke est quant à lui l'un des dirigeants du CCSDS.
Les protocoles semblables au protocole IP sont envisageables sur de petites distances, comme d'un centre de contrôle (ou d'un téléport) à une sonde orbitale, d'un rover à un lander, d'un lander à une sonde orbitale, ou bien encore d'une sonde orbitale à une sonde spatiale. Des délais de communication plus importants sont en revanche inévitables lors de la transmission d'informations d'une région du système solaire à une autre.

### Régions du système solaire
Le concept de région est au cœur de la structure de l'Internet interplanétaire. Une région représente une zone où les communications sont homogènes, c'est-à-dire où les liaisons radio, la sécurité ou encore la gestion des ressources sont globalement les mêmes. La région de Mars par exemple utilise des méthodes de communication propres à son environnement, notamment liées à la période de rotation et de révolution de Mars. D'autres facteurs comme le rayonnement solaire, l'atmosphère d'une planète ou d'une lune participent également à la fragmentation de l'Internet interplanétaire en régions.
L'objectif est donc de créer un moyen de communication standard, qui permette d'échanger des informations de manière flexible entre ces différentes régions, grâce à un ensemble de protocoles spécialisés. Pour y parvenir, le projet a créé le concept de bundle (« regroupement »). La manipulation des paquets au sein des couches hautes de l'architecture du modèle OSI fait l'objet de plusieurs études destinées à résoudre le problème des délais de transfert. On l'appelle aujourd'hui DTN (Delay-tolerant networking), ou réseau tolérant aux délais, et permet de pallier ces différents délais de latence. Au cœur du DTN réside le Bundle Protocol, similaire au protocole Internet, mais qui prend lui en charge les erreurs, déconnexions ou perturbations possibles lors des communications interplanétaires. Ce protocole par bundles a été utilisé pour la première fois à bord des satellites britanniques DMC.
Un exemple concret est le protocole CFDP, utilisé lors de la mission Deep Impact ayant pour but d'étudier la composition d'une comète. Le CFDP signifie CCSDS File Delivery Protocol (protocole de transfert de fichiers du CCSDS), à ne pas confondre avec le Coherent File Distribution Protocol (en) de même sigle. En plus d'assurer le transfert de fichiers entre deux machines très éloignées, le CFDP permet également à son utilisateur d'ajouter des commandes aux métadonnées accompagnants les fichiers de manière fiable, et ainsi d'exécuter certaines tâches supplémentaires à distance une fois la réception terminée.

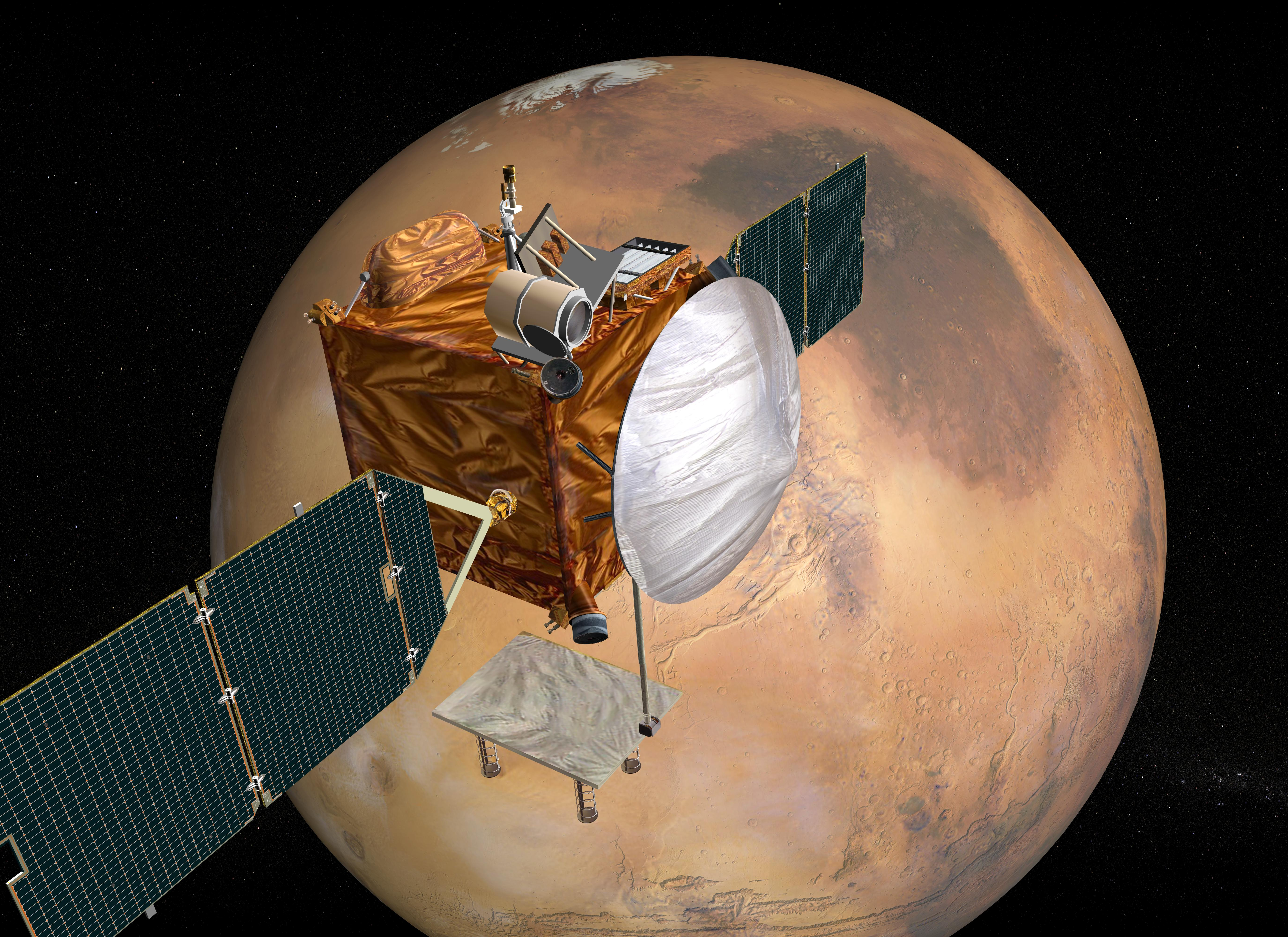
La sonde Mars Telecommunications Orbiter avait pour objectif d'établir la première interface d'Internet interplanétaire entre la Terre et Mars.

## Mise en œuvre
L'association américaine Internet Society a également œuvré sur le protocole IPN en recherchant des standards qui rendraient la technologie opérationnelle. Le Delay-Tolerant Networking Research Group (DTNRG), est la première équipe ayant dirigé les recherches d'un réseau tolérant aux délais.
En 2005, la NASA annule le lancement du Mars Telecommunications Orbiter initialement prévu pour septembre 2009, dont la mission était d'assurer les communications entre la Terre et les futurs rovers déposés sur Mars. La sonde orbitale n'est donc pas envoyée faute d'un programme trop chargé, principalement dû à la maintenance de Hubble et à la prolongation des missions Spirit et Opportunity. L'orbiteur avait pour but de créer la première interface d'Internet interplanétaire et ainsi d'échanger de grands volumes de données entre la Terre et Mars, via une méthode de communication optique par laser plutôt que les traditionnelles ondes radio.
Le Jet Propulsion Laboratory a néanmoins continué l'expérimentation du protocole DTN avec le Deep Impact Networking (DINET) à bord de la sonde Deep Impact en octobre 2008.
En mai 2009, le protocole DTN est testé sur des appareils à bord de la Station spatiale internationale. La NASA et le BioServe Space Technologies, une équipe de recherche basée à l'université du Colorado, ont pu tester en continu le DTN avec deux instruments d'étude des procédés biologiques génériques, le CGBA-4 et le CGBA-5. Ces appareils analysent le comportement d'organismes en micropesanteur comme les cellules ou les microbes. Ils servent également de plates-formes de calcul et de communication, contrôlées à distance par le BioServe's Payload Operations Control Center (POCC) à Boulder au Colorado.
En octobre 2012, la commandante de l'ISS Sunita Williams a pu manipuler à distance un petit robot de type Lego Mindstorms assemblé avec une carte BeagleBoard et une caméra, et situé au Centre européen d'opérations spatiales en Allemagne, au cours d'une expérience exploitant le protocole DTN. Ces premiers tests fournissent une idée des futures missions où le DTN permettra la multiplication des réseaux dans le système solaire, visant à explorer d'autres planètes ou objets célestes. Perçu comme essentiel à l'exploration spatiale, ces expériences sur le protocole DTN sont l'opportunité de collecter des données depuis divers appareils actuellement déployés afin de réduire le risque, le coût et d'améliorer la sécurité des équipages et les communications pour les futures missions des différentes agences spatiales.
Le DTN possède plusieurs secteurs d'application en plus de l'Internet interplanétaire, comme les réseaux de capteurs sans fil, les communications militaires tactiques, les plans de reprise d'activité, les appareils mobiles ou les avant-postes reculés.

## Orbite terrestre
L'orbite terrestre est suffisamment réduite pour que des protocoles conventionnels puissent être utilisés. Par exemple, la Station spatiale internationale est connectée à l'Internet terrestre classique. Mais l'ISS fait également office de laboratoire pour développer et expérimenter de nouveaux systèmes qui composeront l'Internet interplanétaire. La NASA et l'ESA ont utilisé une version expérimentale de l'Internet interplanétaire pour contrôler un rover en Lego Mindstorms au Centre européen d'opérations spatiales en Allemagne (voir Mise en œuvre). Cette expérience visait à démontrer le fonctionnement du protocole DTN qui permettrait un jour des communications semblables à Internet sur une autre planète.